# كافارسكاس
كافارسكاس (بالإنجليزية: Kavarskas) هي منطقة سكنية تقع في ليتوانيا في Anykščiai district municipality. يقدر عدد سكانها بـ 707 نسمة .